# جشمة غلي شهنيز (مارغون)
جشمة غلي شهنیز (بالفارسية: چشمه گلی شهنیز) هي قرية تقع في إيران في قسم مارغون الريفي. يقدر عدد سكانها بـ 67 نسمة بحسب إحصاء 2016.